# Sulzbach (Spatzenbach)
Der Sulzbach ist ein Bach des Albuchvorlandes im baden-württembergischen Ostalbkreis auf und nahe der Gemeindegrenze von Schechingen zu Abtsgmünd. Er fließt ungefähr nach Ostsüdosten, je nach gewähltem Oberlaufstrang 21⁄2 bis 3 km lang, und mündet etwa 0,7 km westnordwestlich der Spatzenmühle von Abtsgmünd von rechts in den Spatzenbach, der danach und bis hin zur Spatzenmühle zuweilen ebenfalls als Sulzbach bezeichnet wird.

## Geographie

### Verlauf
Umgeben von Feldern entsteht der Sulzbach ungefähr 1,9 km nordnordöstlich der Ortsmitte von Schechingen an der K 3261 nach Abtsgmünd-Hohenstadt auf etwa 493 m ü. NHN. Der zunächst grabenartig entlang einem Feldweg und der Gemeindegrenze ostwärts laufende Bach biegt bald auf Abtsgmünder Gebiet auf südöstlichen Lauf. Anfangs nur sporadisch von Baum und Strauch am Ufer begleitet, beginnt sich der Bach nach etwa 600 Metern stärker einzutiefen, der nach dem Abtsgmünder Weiler Börrat führende Feldweg wechselt dort an den linken Hang und auf dem Talgrund beginnt Wald mit meist Eschen, Erlen und Ahornbäumen am Lauf sowie am Hang darüber bald Hainbuchen.
300 Meter weiter läuft der rechte Oberlauf Börrainbach von Westen her zu, zuletzt am Schechinger Kleinweiler Klotzhöfe auf der rechten Höhe vorbei, die Mündung liegt gegenüber Börrat auf der linken Sulzbachtalkante. Dieser Börrainbach ist anderthalb mal so lang wie der Sulzbach bis dorthin und trägt dank einer weiten westlich Ausbuchtung des Einzugsgebietes um den Schechinger Weiher, die zu ihm hin entwässert, auch doppelt soviel an Teileinzugsgebiet bei wie der Sulzbach-Oberlauf, seine bewaldete und klingenartige Talkerbe setzt zudem früher ein als beim Sulzbach.
Der vereinte Bach fließt nun ostsüdostwärts weiter. Während die rechte Talflanke in der Folge mit Hangwäldern der Gewanne Börrain, Gernhalde und vor allem Sulzbach bestanden ist, ist die linke im Gewann Halde die ersten drei Viertelskilometer zunächst noch offen, anfangs unterhalb von Börrat stehen Obstbäume am Hang, später aber im Hanggewann Grund überzieht sich dann auch die linken Talseite mit Wald.
Der Sulzbach schlängelt sich nun deutlich, sein Bett ist bis zu zwei Meter in den Talgrund eingetieft mit Sand oder Kies auf dem Grund, bachabwärts ist er bis zu vier Meter breit. Gegenüber der Flur-Wald-Grenze am linken Hang fließt der Haldenbach zu, kurz danach ebenfalls von rechts der Bannholzbach. Vor und nach dem Zufluss des Eiterbachs, ebenfalls ein rechter Waldklingenbach, windet sich der Sulzbach in starken Mäandern. Schließlich fließt er auf 403,6 m ü. NHN von rechts dem danach in der Sulzbachrichtung weiterlaufenden Spatzenbach zu, wo sich dessen linker Talhang etwa 0,7 km westnordwestlich der Spatzenmühle wieder öffnet.
Der Spatzenbach ist nach Länge wie Teileinzugsgebiet der gegenüber dem Sulzbach kleinere Bach. Der etwa 0,8 km lange Spatzenbach-Abschnitt von dort bis zur Spatzenmühle wird zuweilen ebenfalls dem Sulzbach zugerechnet. Näheres zum Abschnittsnamen zwischen dem Zusammenfluss von Spatzen- und Sulzbach siehe im Artikel zum Spatzenbach.
Der Sulzbach fließt nach 2,6 km langem Lauf mit mittlerem Sohlgefälle von etwa 35 ‰ ungefähr 89 Höhenmeter unterhalb seines Ursprungs an der Kreisstraße mit dem Spatzenbach zusammen. Für den mit 3,0 km längsten Strang des Bachsystems mit zuoberst dem Börrainbach ist das absolute Gefälle etwa 87 m und das relative etwa 29 ‰.

### Einzugsgebiet
Der Sulzbach hat ein etwa 3,7 km² großes Einzugsgebiet im Liasplatten über Rems und Lein genannten Teil des Unternaturraums Albuchvorland des Östliches Albvorlandes. Der mit 517,6 m ü. NHN höchste Punkt liegt am Nordwesteck auf dem Galgenberg wenig südlich von Obergröningen. Die nach Fläche dominierende Schwarzjura-Hochfläche steht, bis auf kleine Waldanteile im Bannholz und im Westerholz, überwiegend unterm Pflug, während es im Tal und den schmalen zulaufenden Nebenbachkerben fast nur Wald gibt.
Etwa 6 % der Fläche im Nordwesten mit gewässer- und siedlungsloser Flur gehören zur Gemeinde Obergröningen, ein gutes Viertel im Nordnordosten, das bis ans linke Bachufer, am Oberlauf sogar meist weiter bis an die rechte obere Talkante reicht, liegt im Gemeindegebiet von Abtsgmünd, der große Rest in dem von Schechingen. Die einzigen Siedlungsplätze sind der kleine Schechinger Weiler Klotzhöfe auf der Hochebene rechtsseits des Sulzbachtals zwischen Börrainbach und Haldenbach und der große Abtsgmünder Weiler Börrat linksseits über dem mittleren Sulzbach.
Reihum grenzen die Einzugsgebiete folgender Nachbargewässer an:
- Im Norden liegt jenseits der Wasserscheide das Quellgebiet des Streitbachs, eines Zuflusses des Kocher unterhalb der Lein;
- im Nordosten konkurriert der den Sulzbach aufnehmende Spatzenbach mit zunächst seinem rechten Oberlauf;
- im Süden laufen der Blumenwaldbach und der Mühlbach genannte Oberlauf des Siechenbachs unmittelbar oberhalb des Spatzenbachs zur Lein
- im Südwesten liegen die Quellgebiete des (Schechinger) Haldenbachs, der in den Leinzufluss Federbach mündet, und des Federbachs selbst.

### Zuflüsse und Seen

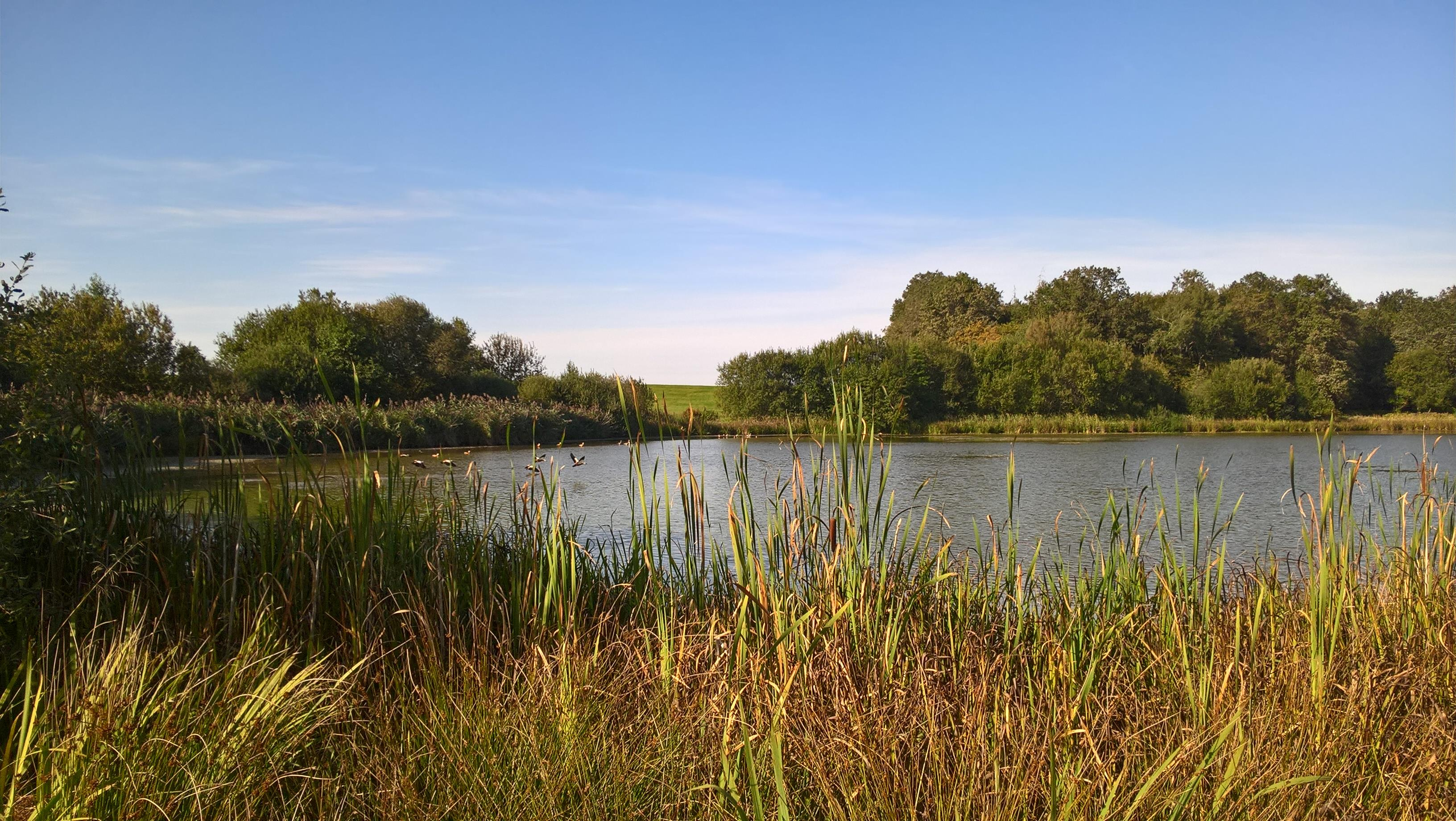
Blick über den Schechinger Weiher

Hierarchische Liste einer Auswahl der Zuflüsse und  Seen, jeweils von der Quelle zur Mündung. Gewässerlänge, Seefläche, Einzugsgebiet und Höhe nach den entsprechenden Layern auf der Onlinekarte der LUBW. Andere Quellen für die Angaben sind vermerkt.
Ursprung des Sulzbachs auf etwa 493 m ü. NHN ca. 1,9 km nordnordöstlich der Ortsmitte von Schechingen an der K 3261 nach Hohenstadt.
- Börrainbach, von rechts und Westen auf etwa 460 m ü. NHN ca. 0,2 km südwestlich von Abtsgmünd-Börrat, 1,3 km und ca. 1,0 km². Entsteht auf etwa 491 m ü. NHN ca. 1,5 km nordnordöstlich der Ortsmitte von Schechingen an der K 3261 nach Hohenstadt.
Der Sulzbach ist am Zufluss des Börrainbachs erst 0,9 km[LUBW 3] lang und hat bis dort erst ein Einzugsgebiet von ca. 0,5 km² angesammelt.
  - Blick über den Schechinger Weiher Im Teileinzugsgebiet des Börrainbachs liegt der Schechinger Weiher auf 500 m ü. NHN[LUBW 7] etwa 0,7 km westlich des Börrainbach-Ursprungs, 2,9 ha.
- Am linken Hang des Sulzbachtales liegen vor dem folgenden Zufluss auf etwa 465 m ü. NHN zwei Waldteiche, 17 Ar und 8 Ar.
- Haldenbach, von rechts und Westsüdwesten auf etwa 429 m ü. NHN etwa 0,6 km südwestlich von Börrat, ca. 0,4 km[LUBW 8] und ca. 0,7 km². Entsteht am Zusammenfluss seiner Oberläufe auf etwa 463 m ü. NHN am Rand des Bannholzes etwa 0,5 km südöstlich von Schechingen-Klotzhöfe.
  - (Bach vom Klotzhöfer Sand) , linker Oberlauf von Westnordwesten, ca. 0,5 km[LUBW 8] und ca. 0,3 km². Entsteht auf etwa 484 m ü. NHN an dessen Erschließungsstraße wenig südlich von Klotzhöfe.
  - Haldenholzbach, rechts Oberlauf von Südwesten, ca. 0,4 km[LUBW 8] und ca. 0,3 km². Entsteht auf etwa 493 m ü. NHN zwischen Bannholz und dem Feldgewann Alenstrut ca. 0,5 km ostnordöstlich des Wasserturms bei Schechingen.
- Bannholzbach, von rechts und Südsüdwesten auf etwa 428 m ü. NHN weniger als hundert Meter nach dem Haldenbach, 0,6 km und ca. 0,5 km². Entsteht auf etwa 480 m ü. NHN im östlichen Bannholz.
- Eiterbach, von links und Südwesten auf etwa 411 m ü. NHN, 0,5 km und unter 0,3 km². Entsteht auf etwa 477 m ü. NHN am Beginn seiner Waldklinge.

Mündung des Sulzbachs, von rechts und auf 403,6 m ü. NHN in den Spatzenbach etwa 0,7 km westnordwestlich von Abtsgmünd-Spatzenmühle. Der Sulzbach ist ab seinem Ursprung bis zum Zusammenfluss mit dem Spatzenbach 2,6 km lang und hat ein Einzugsgebiet von ca. 3,7 km². Der längere Strang von der Quelle des Börrainbachs bis dorthin ist 3,0 km lang. Rechnete man wie die amtliche Gewässerkarte auch noch den Abschnitt vom Zusammenfluss mit dem Spatzenbach bis zum Zufluss des Rettenbachs zum Sulzbach, dann wäre der Sulzbach sogar um weitere 0,8 km länger.

## Geologie
Im Einzugsgebiet liegen die eingetieften Talpartien im Mittelkeuper, der nach Fläche größere Hochebenenanteil beidseits des Sulzbachtals und im oberen Einzugsgebiet dagegen im Schwarzjura. Dessen höchste auftretende Schicht ist der Amaltheenton, der nur an der südlichen Wasserscheide auftritt, dort gesäumt vom Numismalismergel, der auch am Nordrand und am Obergröninger Galgenberg inselhaft auftritt. Dominant ist auf der Hochebene jedoch der in Ablagerungsfolge noch tiefere Obtususton, der gegen die Talkanten zu in Arietenkalk übergeht, an denen dann schmale Bänder von Angulatensandstein und zuletzt Psilonotenton ausstreichen, der tiefsten Schwarzjuraschicht.
An den oberen Hängen des Tales liegt recht breit ein Band aus Knollenmergel (Trossingen-Formation), unter dem an Hang und im Talgrund dann der Stubensandstein (Löwenstein-Formation) folgt, in dessen Schichthöhe der Sulzbach auch mündet.
Die obersten Abschnitte der Bäche auf der Hochebene laufen überwiegend in viel jüngeren holozänen Schwemmlandbändern; dasjenige des Börrainbachs erstreckt sich bergwärts über den heutigen Ursprung weiter bis fast an den Schechinger Weiher. Um diesen liegt eine große Insel von Lösssediment aus dem Quartär. Rechtsseits über der Hangkante des Börrainbachs und dann des Sulzbachs bis fast zum Zufluss des Haldenbachs erstreckt sich eine Zone mit lösshaltigen Fließerden. Im unteren Sulzbachtal beginnt kurz vor dem Zulauf des Eiterbachs ein Auenlehmband.

## Natur und Schutzgebiete
Ein 12,6 ha großes Naturschutzgebiet selben Namens liegt um den Schechinger Weiher. Die Talmulden des Sulzbachs und die eingetieften Teile derjenigen seiner Zuflüsse gehören zum Landschaftsschutzgebiet Unteres Leintal mit Nebentälern. Die Obergröninger und Abtsgmünder Gebietsanteile gehören zum Naturpark Schwäbisch-Fränkischer Wald.

## Tourismus
Der mit blauer Jakobsmuschel markierte Fränkisch-Schwäbischee Jakobsweg tritt auf seinem Abschnitt zwischen Abtsgmünd-Wöllstein im Kochertal und Heuchlingen im Leintal bei Börrat ins Einzugsgebiet ein, er umrundet das Sulzbachtal oberhalb der Talmulde und kreuzt dabei die noch wenig eingetieften Mulden des oberen Sulzbachs und des Börrainbachs und verlässt es dann durch das Bannholz von Schechingen. Dieser überregionale Wanderweg ist im Einzugsgebiet gebündelt mit einem mit rotem Punkt markierten Wanderweg des Schwäbischen Albvereins.

### LUBW
Amtliche Online-Gewässerkarte mit passendem Ausschnitt und den hier benutzten Layern: Lauf und Einzugsgebiet des Sulz- und Spatzenbachs

Allgemeiner Einstieg ohne Voreinstellungen und Layer: Daten- und Kartendienst der Landesanstalt für Umwelt Baden-Württemberg (LUBW) (Hinweise)
1. 1 2 3  Höhe nach dem Höhenlinienbild auf dem Hintergrundlayer Topographische Karte.
2. 1 2 3  Höhe nach grauer Beschriftung auf dem Hintergrundlayer Topographische Karte.
3. 1 2 3 4  Länge nach dem Layer Gewässernetz (AWGN).
4. 1 2  Einzugsgebiet abgemessen auf dem Hintergrundlayer Topographische Karte.
5. ↑  Natur teilweise nach dem Layer Geschützte Biotope.
6. ↑  Seefläche nach dem Layer Stehende Gewässer.
7. ↑  Höhe nach blauer Beschriftung auf dem Hintergrundlayer Topographische Karte.
8. 1 2 3  Länge abgemessen auf dem Hintergrundlayer Topographische Karte.
9. ↑  Schutzgebiete nach den einschlägigen Layern, Natur teilweise nach dem Layer Geschützte Biotope.

### Andere Belege
1. ↑  Hansjörg Dongus: Geographische Landesaufnahme: Die naturräumlichen Einheiten auf Blatt 171 Göppingen. Bundesanstalt für Landeskunde, Bad Godesberg 1961. → Online-Karte (PDF; 4,3 MB)
2. ↑  Geologie nach den Layern zu Geologische Karte 1:50.000 auf: Mapserver des Landesamtes für Geologie, Rohstoffe und Bergbau (LGRB) (Hinweise)